# David Malone
David Gerald Malone (* 18. September 1977 in Dublin) ist ein ehemaliger irischer Schwimmer.

## Karriere
Malone, der beidbeinig amputiert ist, trat bei den Paralympischen Spielen 2008 in Peking in der Disziplin 100 Meter Rückenschwimmen in der Wertung S8 an. Anders als bei den anderen fünf Mitgliedern des irischen Schwimmteams, die alle erstmals an den Paralympischen Spielen teilnahmen, war dies Malones vierte Teilnahme. Bei seinem Wettkampf am 10. September im Water Cube erreichte er den fünften Platz. Nach diesem Wettkampf gab Malone das Ende seiner sportlichen Karriere bekannt.
Malone blickt auf eine erfolgreiche Karriere zurück, in der er drei paralympische Medaillen, zweimal Silber und einmal Gold, gewann und sich auch bei Weltmeisterschaften gut platzieren konnte.

## Erfolge
Sommer-Paralympics
- 1996 – Atlanta, Silber
- 2000 – Sydney, Gold
- 2004 – Athen, Silber

Weltmeisterschaften
- 1994 – Malta, Bronze
- 1998 – Neuseeland, Gold
- 2002 – Argentinien, Bronze